# 小嶋独観子
小嶋 独観子はフリーライター。夫の小嶋独観もフリーライターである。

## 連載
- 「マジカル珍スポツアー」『ワンダーJAPAN』（三才ブックス）

## イベント出演
- 『ワンダーJAPAN 秘密の花まつり』（2010年4月1日　・Loft/PLUS ONE）

## テレビ出演
- 『日本の<<異空間>>探検番組 ワンダーJAPAN TV』第13回（2010年12月2日・MONDO21）